# Стейс, Клайв Энтони
Клайв Э́нтони Стейс (англ. Clive Anthony Stace; род. 1938) — британский ботаник-систематик, специалист по биосистематике и цитосистематике.

## Биография
Родился в Роял-Танбридж-Уэллс 30 августа 1938 года. Учился в Лондонском Кингс-колледже, в 1959 году окончил его со степенью бакалавра.
Диссертацию доктора философии защитил в 1963 году в Лондонском музее естествознания под руководством Артура Экселла. В ней Стейс рассматривал анатомическую систематику семейства Комбретовые. В 1980 году получил степень доктора философии.
С 1962 года Стейс читал лекции по ботанике в Манчестерском университете, с 1974 года — сотрудник Лестерского университета. В 1985 году Стейс был назначен профессором систематики растений в Лестере, с 2003 года является профессором-эмеритом.
Основные направления научной деятельности — систематика злаков и ситниковых, проблемы гибридизации в этих семействах, а также флора Великобритании, Франции и Испании.
Стейс — почётный член Лондонского Линнеевского общества.

## Некоторые научные публикации
- Stace, C. Hybridization and the flora of the British Isles. — London, New York, 1975. — 626 p. — ISBN 0-12-661650-7.
- Stace, C. Plant taxonomy and biosystematics. — London, New York, 1989. — 264 p. — ISBN 0-7131-2955-7.
- Stace, C. New flora of the British Isles. — 2nd ed. — New York, 1997. — 1130 p. — ISBN 0-521-58935-5.
- Stace, C. Field flora of the British Isles. — Cambridge, New York, 1999. — 736 p. — ISBN 0-521-65315-0.
- Stace, C. Combretaceae. — New York, 2010. — 369 p. — (Flora Neotropica monograph no. 107). — ISBN 0-89327-503-4.

## Виды растений, названные в честь К. Стейса
- Brachypodium stacei Catalán, Joch.Müll., L.A.J.Mur & T.Langdon, 2012
- Prunus ×stacei Wójcicki, 1991